# Christiane von der Osten-Sacken
Christiane Charlotte Sophie Fürstin von der Osten-Sacken (* 20. November 1733 in Trebsen; † 6. Juli 1811 in Berlin) gilt als eine der wenigen frühkapitalistischen Unternehmerinnen.

## Leben

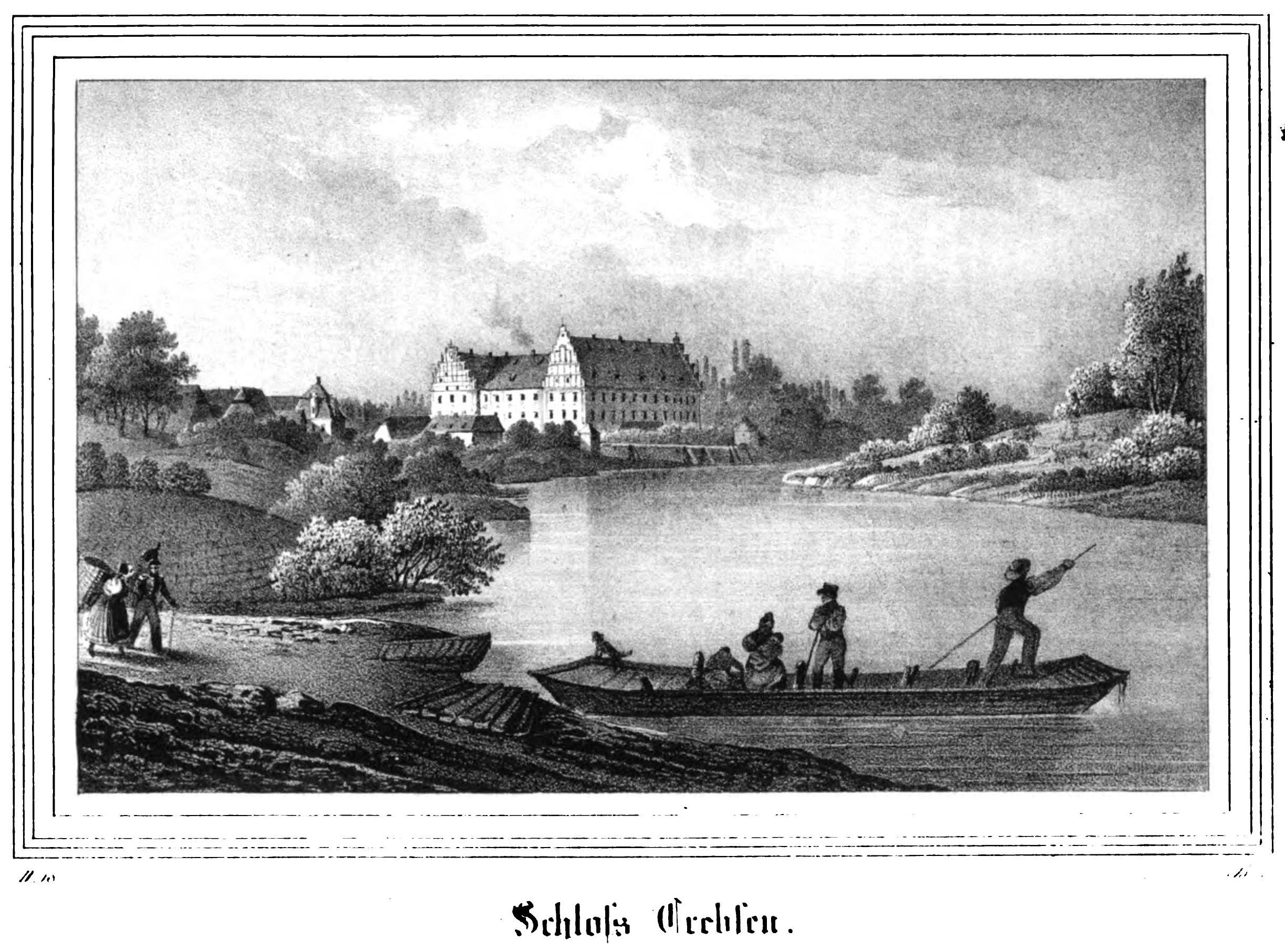
Schloss Trebsen 1836. Geburtshaus.

Sie wurde geboren als Christiane Charlotte Sophie von Dieskau, Tochter des Johann Adolph von Dieskau († 1742) und dessen Ehefrau Christiane Dorothea Magdalene von Ponickau (1714–1785). Am 7. Oktober 1754 heiratete sie Julius Gebhard Graf von Hoym (1721–1769). Das Paar hatte die gemeinsame Tochter Amalia Charlotte Louise Marianne Christiane Gräfin von Hoym (1763–1840), u. a. spätere Prinzessin von Hohenlohe-Ingelfingen und in erster Ehe liiert mit Friedrich Ludwig zu Hohenlohe-Ingelfingen. Nach dem Tode des Grafen von Hoym zog sich Christiane zunächst auf Schloss Oppurg zurück und heiratete 1771 den Reichsgrafen (ab 1786 Fürst) Carl von der Osten-Sacken. Dieser starb am 31. Dezember 1795 auf seinem Gut in Dondangen und so fiel das Majorat Christiane zu.
Die ab 1777 in Berlin in einem Palais in der Wilhelmstraße Nr. 73 lebende Christiane Fürstin von der Osten-Sacken konnte sich als eine der wenigen weiblichen Adeligen als Unternehmerin in einer von Männern geprägten Welt behaupten. Dabei setzte sie sogar juristische Mittel ein, um sich der russischen Zarin Katharina II. zu widersetzen, die sich ihre Landgüter im Baltikum aneignen wollte.
In ihrem unternehmerischen Bestrebungen war die Fürstin von der Osten-Sacken besonders darum bemüht, das Erbe für ihre Tochter Marianne, die mit dem Fürsten Friedrich zu Hohenlohe-Ingelfingen (1746–1818) verheiratet war, zu sichern. Dabei hatte sie sich während des Krieges gegen Napoleon zu behaupten. So gelang es ihr, mit Rechtsprozessen und großer Hartnäckigkeit trotz Napoleon und den russischen Expansionen in Lettland, Estland und Litauen, von Berlin aus ihre Güter in Kurland, Sachsen und Oberschlesien zu halten und zu führen. Damit begründete sie den Reichtum des Hauses Hohenlohe über das gesamte 19. Jahrhundert.
1737 wurde der Günstling der russischen Zarin Anna Iwanowna (1693–1740) Ernst Johann Reichsgraf von Biron zum Herzog von Kurland ernannt. Schon nach wenigen Wochen wurde er gestürzt und erst 1762 von der russischen Zarin Katharina II. wieder als Herzog eingesetzt. Im Jahr 1769 überließ er die Herrschaft seinem Sohn Peter von Biron. Dieser letzte regierende Herzog, Peter von Kurland, hatte im Jahr 1795 gegen eine gewaltige finanzielle Entschädigung, die er von Katharina II. erhielt, auf das Herzogtum Kurland verzichtet und sich in das schlesische Sagan zurückgezogen.
Die Fürstin Sacken hingegen beabsichtigte trotz lebhafter Rechtsstreitigkeiten mit der russischen Zarin nicht, ihren Besitz und die Nutzungsrechte an den Gütern Bathen, Pilten und Dondangen in Kurland aufzugeben. Denn obgleich ihre kurländischen Besitzungen von ihrem Wohnsitz in Berlin weiter entfernt lagen als ihre sächsischen oder oberschlesischen Güter, hatten die kurländischen Besitzungen im Hinblick auf die Versorgung mit Naturalien und die ihr von dort zufließenden Einnahmen eine hohe Bedeutung.
Ihre Güter in Kurland und Pilten lagen bereits seit 220 Jahren in Pfandrechten bei der Familie der Fürstin. Ihr Generalbevollmächtigter, Peter Bienemann von Bienenstamm verteidigte die Güter gegen die Begehrlichkeiten der russischen Kaiserin mit allen juristischen Mitteln.
Ihre Tochter Amalie heiratete in zweiter Ehe Friedrich Bernhard August von der Osten–Sacken (1778–1861), 1800 in den preußischen Grafenstand erhoben, preußischer Oberst und Kommandeur eines Jägerregiments in den Feldzügen 1813/1814, Gutsherr in Mecklenburg und Sohn der Henriette Wilhelmine Elisabeth von der Goltz und des Christian Friedrich Wilhelm von der Osten.